# Lijst van voetbalinterlands Benin - Sierra Leone
Deze lijst van voetbalinterlands is een overzicht van alle officiële voetbalwedstrijden tussen de nationale teams van Benin en Sierra Leone. De landen speelden tot op heden vijf keer tegen elkaar. De eerste ontmoeting was een kwalificatiewedstrijd voor de Afrika Cup 2008 op 8 oktober 2006 in Cotonou. Het laatste duel, een vriendschappelijke wedstrijd, werd gespeeld in Khouribga (Marokko) op 14 oktober 2023.

## Wedstrijden
| № | Plaats     | Datum            | Competitie                   | Wedstrijd            | Uitslag |
| - | ---------- | ---------------- | ---------------------------- | -------------------- | ------- |
| 1 | Cotonou    | 8 oktober 2006   | Afrika Cup 2008 kwalificatie | Benin − Sierra Leone | 2 − 0   |
| 2 | Freetown   | 12 oktober 2007  | Afrika Cup 2008 kwalificatie | Sierra Leone − Benin | 0 − 2   |
| 3 | Porto-Novo | 17 november 2019 | Afrika Cup 2021 kwalificatie | Benin − Sierra Leone | 1 − 0   |
| 4 | Conakry    | 15 juni 2021     | Afrika Cup 2021 kwalificatie | Sierra Leone − Benin | 1 − 0   |
| 5 | Khouribga  | 14 oktober 2023  | Vriendschappelijk            | Sierra Leone − Benin | 1 − 1   |

## Samenvatting
| Competitie              | Totaal gespeeld | Winst Benin | Gelijk | Winst Sierra Leone | Doelsaldo Benin – Sierra Leone |
| ----------------------- | --------------- | ----------- | ------ | ------------------ | ------------------------------ |
| Afrika Cup-kwalificatie | 4               | 3           | 0      | 1                  | 5 − 1                          |
| Vriendschappelijk       | 1               | 0           | 1      | 0                  | 1 − 1                          |
| Totaal                  | 5               | 3           | 1      | 1                  | 6 − 2                          |

Wedstrijden bepaald door strafschoppen worden, in lijn met de FIFA, als een gelijkspel gerekend.